# راشيل بورشير، كونتيسة باث
راشيل بورشير، كونتيسة باث  ولدت يوم 28 يناير 1613 وتوفت في 11 نوفمبر 1680، زوجة هنري بورشير، إيرل باث الخامس (1587-1654)، نبيلة وكاتبة إنجليزية،  اشتهرت بأنشطتها خلال الحرب الأهلية الإنجليزية .

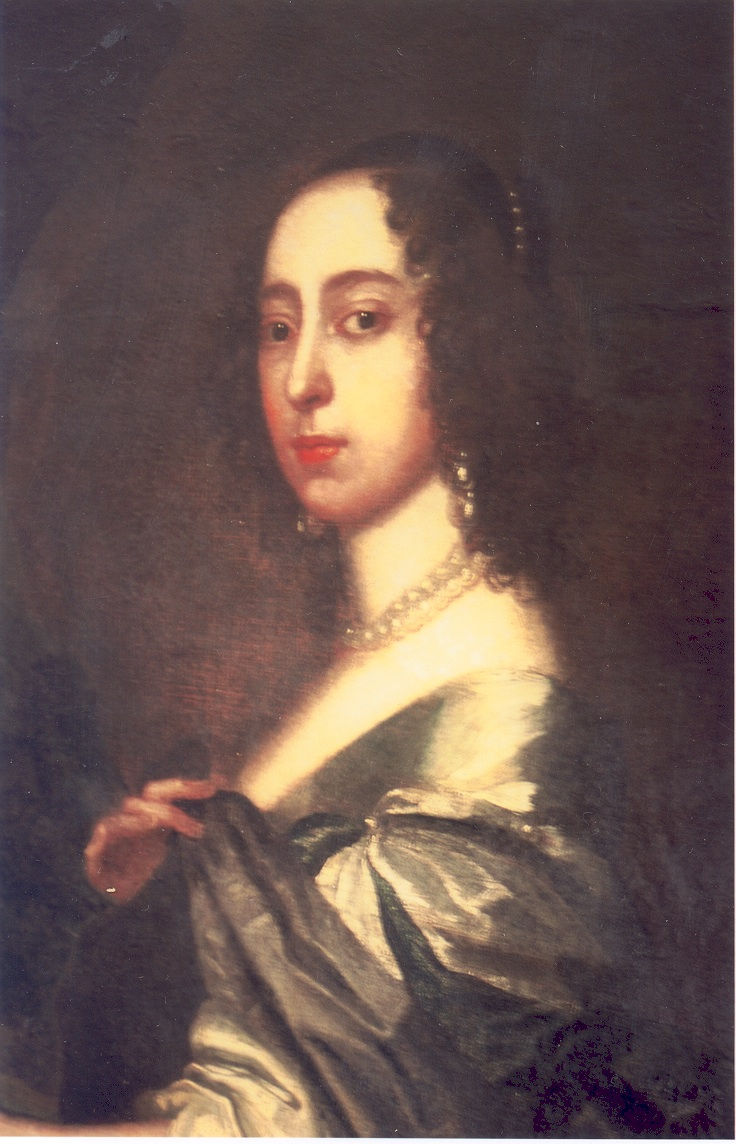
كونتيسة باث الأرملة، والتي أصبحت فيما بعد كونتيسة ميدلسكس

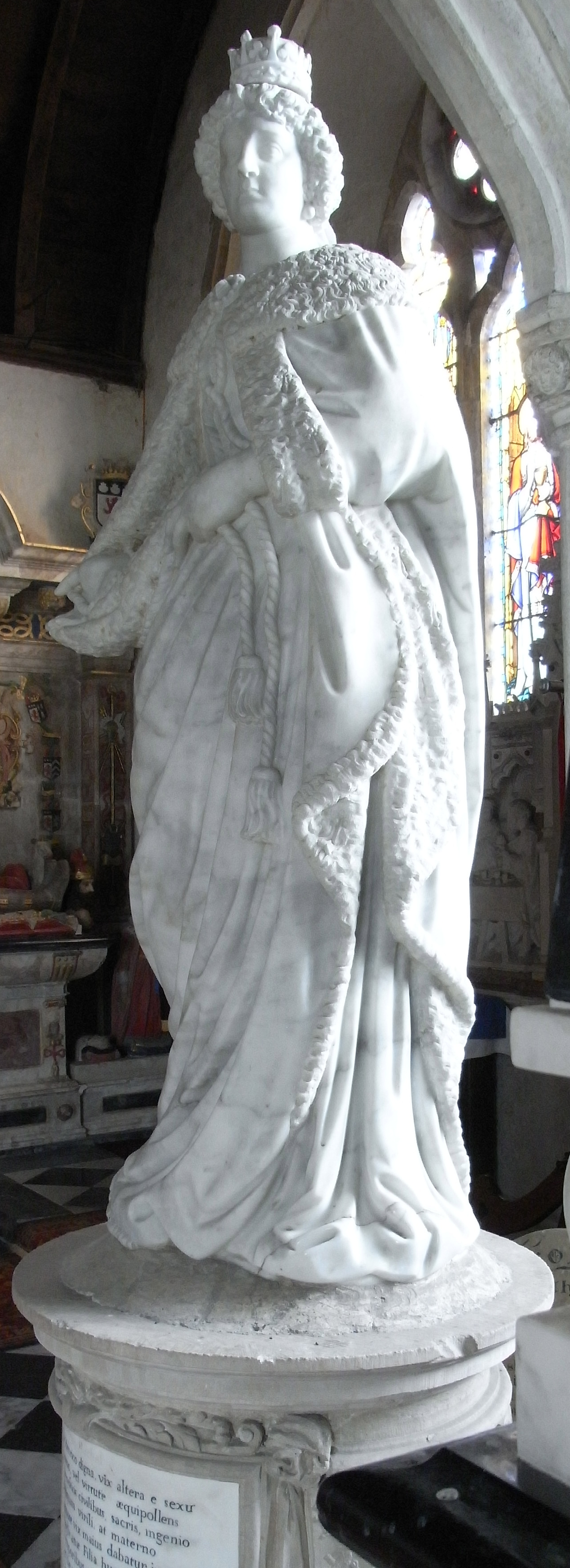
تمثال من الرخام لراشيل، كونتيسة باث، كنيسة القديس بطرس، تاوستوك

## أصولها
ولدت في قلعة ميريورث في كينت، هي الابنة الخامسة لفرانسيس فاين و إيرل ويستمورلاند الأول من زوجته ماري ميلدماي ، وهي ابنة السير أنتوني ميلدماي من نورثهامبتونشاير ، حيث نشأت راشيل. شقيق راشيل، ميلدماي فاين، إيرل ويستمورلاند الثاني هو شاعر وكاتب مسرحي، كان قريبًا من الملك تشارلز الأول ، الذي أصبح الأب الروحي لابن فاين في عام 1635. كان العقيد جورج فاين من إخوة راشيل الآخرين، الذي دعم أيضًا القضية الملكية.

## الشباب والكتابة
في شبابها، كتبت فاين أقنعة للأداء في وسائل الترفيه العائلية.  واحدة منها كانت "قناع مايو" الخاص بها عام 1627، و قناع عيد الميلاد أو قناع الليلة الثانية عشرة، والآخر يُعرف باسم

## ملحوظات
1. ↑  Alternatively Rachael